# フッ化タングステン(IV)
フッ化タングステン(IV)(Tungsten tetrafluoride)は、化学式WF4の無機化合物である。フッ化タングステン(V)とともに、フッ化タングステン(VI)を用いたタングステンフィルムの化学気相成長の際の中間体として生じるが、ほとんど研究されていない。

## 構造
メスバウアー分光法によると、フッ化タングステン(IV)は高分子構造を持つ。

## 合成
錯体WCl4(MeCN)2を三フッ化ヒ素で処理することで得られる。また、フッ化タングステン(VI)とタングステンフィラメントを600-800℃で反応させることでも生成する。

## 反応
フッ素または塩素で処理すると、フッ化タングステン(VI)に再酸化することができる。
WF4  +  X2   →   WF4X2
加熱すると、フッ化タングステン(VI)と金属タングステンに不均化する。